# Plastilinki. Azbuka
Plastilinki. Azbuka (Пластилинки. Азбука en V. O., transl. Plastilinki. Azbuka) es una serie de televisión animada infantil rusa cuyo estreno fue en 2013.

## Parcela
Divertidos dibujos animados educativos de tres minutos, canciones sobre las letras del alfabeto ruso.

## Creadores
- Director y autor de la idea - Sergey Merinov
- Productor general - Igor Kalenov
- Guionistas: Natalya Rumyantseva, Igor Melnikov
- Compositor - Igor Satsevich
- Canciones interpretadas por Alexandra Zakharik
- Ingenieros de sonido: Elena Nikolaeva, Igor Piskaryov
- Productores ejecutivos: Inna Bezrukova, Stanislav Merinov
- Los creadores se dan en los créditos de la serie animada.

## Premios y festivales
- 2014 - Festival ruso abierto de películas animadas en Suzdal: premio a la mejor serie: "Plastilinovaya azbuka", dir. Sergey Merinov[1]
- 2014 - Festival Mundial de Películas de Animación en Varna (Bulgaria): en la categoría de series de televisión, ganó "Plastilinovaya azbuka" (dir. Sergey Merinov); El veredicto del jurado es "una película encantadora, educativa y bien animada".[2]